# オランダカイウ属
オランダカイウ属（オランダカイウぞく、Zantedeschia）はサトイモ科の属の一つ。サンテデスキア属ともいう。南アフリカが分布の中心。
この属の植物は、仏炎苞や葉が美しいものがあり観葉植物として栽培されるものがあり、園芸ではカラー (calla) またはカラーリリー (calla lily) と呼ばれる。古くは「海芋」「海宇」（かいう）といった。
1843年にオランダ船により渡来したことから、「オランダ海芋」の名前を持つ。
同じサトイモ科には、学名を Calla というヒメカイウ属があるが、栽培植物の「カラー」という場合は、本属の植物、特にオランダカイウを指すのが普通である。

## 主な種
- オランダカイウ Zantedeschia aethiopica [4]
- シラボシカイウ Zantedeschia albomaculata [4]
- キバナカイウ Zantedeschia elliottiana [4]
- オオキバナカイウ Zantedeschia macrocarpa [4]
- モモイロカイウ Zantedeschia rehmannii [4]